# Lovčice (district de Hodonín)
Pour les articles homonymes, voir Lovčice.
Lovčice (en allemand : Gross Lowtschitz) est une commune du district de Hodonín, dans la région de Moravie-du-Sud, en République tchèque. Sa population s'élevait à 813 habitants en 2020.

## Géographie
Lovčice se trouve à 8 km au nord-ouest de Kyjov, à 25 km au nord-nord-ouest de Hodonín, à 36 km à l'est-sud-est de Brno et à 220 km au sud-est de Prague.
La commune est limitée par Nevojice au nord-est, par Mouchnice, Kyjov et Nechvalín à l'est, par Věteřov et Dražůvky au sud, et par Ždánice à l'ouest.

## Histoire
La première mention écrite du village date de 1131.